# Pawnee (Parks and Recreation)
Pawnee, Indiana (en anglais [pɔːˈniː], paw-NEE) est une ville fictive dans laquelle la série comique Parks and Recreation de la NBC prend lieu. Depuis le début de la série en 2009, l'histoire et les habitants de la ville ont été sujets de blagues ou le point de focalisation pour de nombreux épisodes.

## Aperçu
Pawnee est représentée comme une ville de taille moyenne dans l'État d'Indiana, située dans le comté fictif de « Wamapoke » à environ 145 km au sud d'Indianapolis. La population serait environ de 66 218 habitants en 2010. Pawnee est censée être la septième plus grande municipalité d'Indiana. Cela placerait sa population entre 80 294 et 80 405, les populations du classement réel des sixième et septième plus grandes villes d'Indiana, Bloomington et Gary.
Selon le livre "Pawnee: The Greatest Town in America" (en français : "Pawnee : La Plus Grande Ville d'Amérique"), cette différence serait due à des problèmes avec leur collecteur local de formulaire de recensement qui aurait vendu les documents auprès d'un acheteur russe.
À compter du recensement de 2000, Pawnee avait une population de 79 218 selon le site fictif de Pawnee créé par la NBC .
L'histoire fictive de Pawnee commence alors en 1817, notamment par l'exclusion de la tribu Wamapoke de leurs terres. En effet, la ville est représentée comme ayant une longue histoire d'abus envers les Wamapoke.
La ville jumelée de Pawnee est Eagleton, une communauté limitrophe plus petite mais plus riche. Eagleton a été fondée par les colons originaux les plus riches de Pawnee, qui se sont installés peu de temps après l'établissement de Pawnee pour fonder leur propre ville. Une haine mutuelle entre les communautés s'est fondée depuis. Cependant, dans Règlements de compte à Eagleton, en raison d'une crise budgétaire d'Eagleton, la ville est dissoute et incorporée à Pawnee.
Pawnee est notée comme étant dans le 10e congrès du district d'Indiana, qui en réalité est obsolète depuis 2003.
La ville a de nombreux défauts et problèmes, y compris une infestation de raton laveurs et un problème d'obésité, ce dernier étant principalement le résultat de l'employeur principal de la ville, une entreprise de bonbons appelée "Sweetums". La population est généralement peu sophistiquée mais a un degré élevé d'engagement civique. Au cours de la série, en partie à cause des actions de Leslie Knope et de ses associés, les fortunes de la ville s'améliorent et Pawnee devient un lieu de vie plus souhaitable.

## Gouvernement
Le gouvernement de Pawnee est mis en place comme la plupart des gouvernements locaux aux États-Unis, avec plusieurs départements, tels que les parcs et les loisirs, les eaux usées, etc., au service d'un conseil municipal fort et d'un maire majoritairement cérémonial, avec un directeur de ville qui gère les activités quotidiennes. De 2014 jusqu'à son élection à la Chambre des représentants des États-Unis en 2018, Ben Wyatt a succédé à son ancien patron, Chris Traeger, en tant que directeur de la ville. La principale protagoniste de la série est Leslie Knope, ancienne membre du Conseil municipal qui a été directrice adjointe du Département des parcs et des loisirs jusqu'à ce qu'elle accepte un poste de directrice régionale du Service des parcs nationaux du Midwest, à la fin de la saison 6.
Walter Gunderson (interprété par Bill Murray) devient le maire de Pawnee en 1994, selon le livre Pawnee: The Greatest Town in America, et occupait le poste jusqu'à sa mort en 2017. Après d'intenses recherches pour un successeur en intérim, Garry Gergich obtient le poste et est réélu à 10 fois consécutives.
Bien que le maire de Pawnee exerce une forte influence personnelle dans la ville, le poste en lui-même est un poste d'honneur.
À la fin de la saison 2, Pawnee a eu une grave crise budgétaire qui a mené à un arrêt temporaire du gouvernement. Cette histoire a été inspirée par une récession de la vie réelle (crise économique mondiale des années 2008 et suivantes). La saison 3 débute avec le budget de chaque département réduit.

## Lieux notables

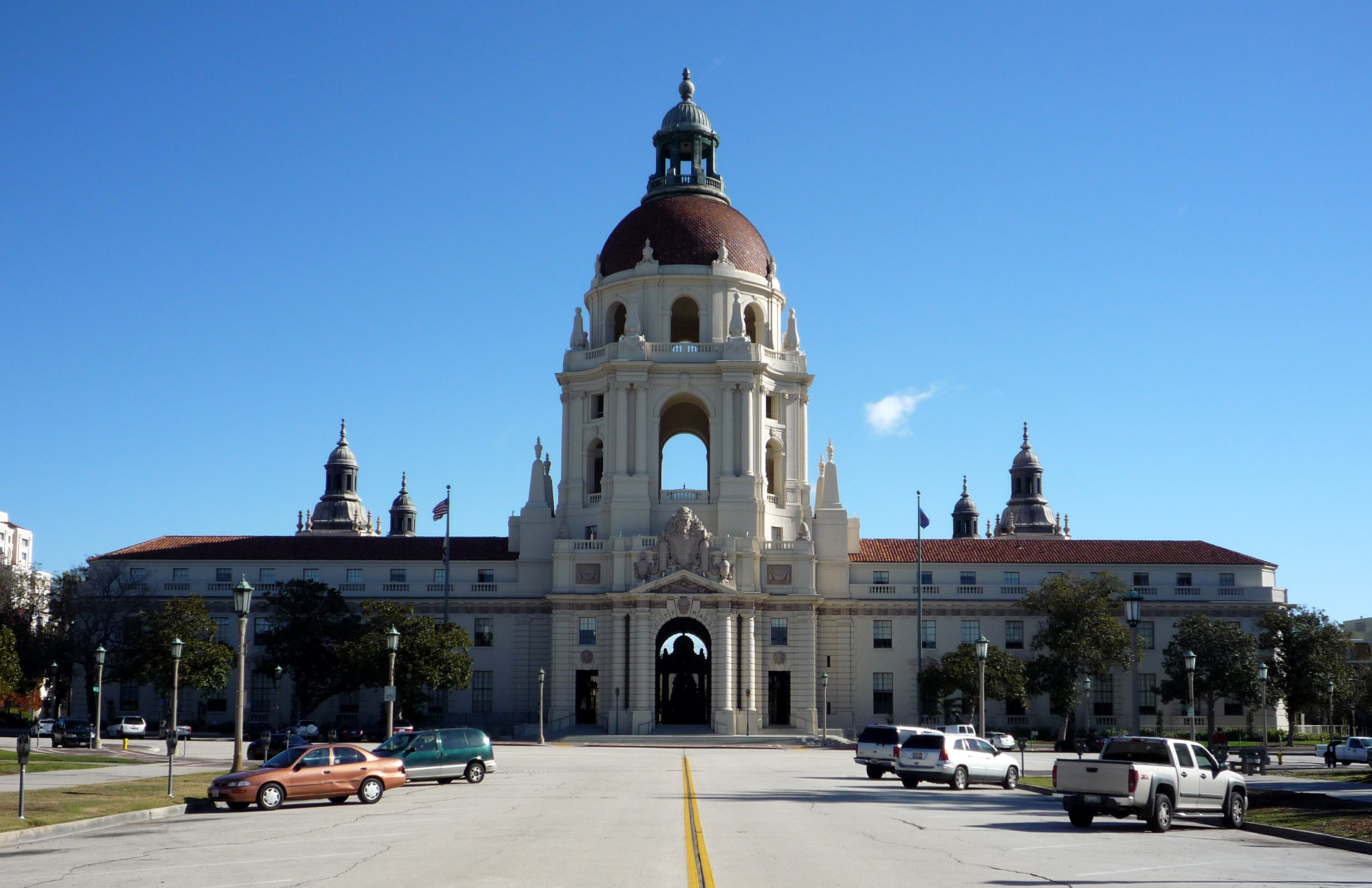
Extérieur de l'hôtel de ville (en réalité, l'hôtel de ville de Pasadena)

- Dans la saison 1, l'hôtel de ville est le lieu principal de la série. Il contient le département des parcs et loisirs, ainsi que d'autres ministères et bureaux.
- Le quatrième Étage de l'hôtel de ville est considéré comme l'étage "effrayant", avec les services d'immatriculation, des divorces, et les bureaux de probation[6].
- The Snakehole Lounge, une discothèque sombre où plusieurs personnes y ont un second travail de nuit. Donna Meagle est une actionnaire, tout comme Tom Haverford avant que Chris Traeger lui a fait vendre ses actions, afin d'éviter un conflit d'intérêts.
- JJ's Diner, le lieu de rencontre non officiel pour les gens du gouvernement. C'est le restaurant préféré de Leslie Knope, où elle commande toujours des gaufres.
- The Bulge, un club gay. Leslie est devenue malgré elle une héroïne pour la clientèle quand elle a "marié" deux pingouins du zoo de Pawnee, sans se rendre compte qu'ils étaient tous deux mâles.
- Food and Stuff, un magasin fréquenté par Ron Swanson, où il achète de la viande et des objets divers, comme les silencieux.
- The Glitter Factory, un club de strip-tease que Tom fréquente. Ils servent un buffet diner/petit-déjeuner que Ron Swanson apprécie.
- Turnbill Mansion, le site d'un mariage historique entre un homme indigène de Pawnee et une femme blanche, qui est devenu un « bain de sang » lorsque la population a eu connaissance du mariage ; les seuls survivants étaient deux chevaux.

## Accueil du public
La ville de Pawnee a été bien reçu par les critiques, certains considérant que la ville est devenue l'arme secrète de l'émission.
Par exemple, Hillary Busis de Entertainment Weekly a écrit : « la série ne fonctionnerait pas aussi bien si elle se trouvait dans un endroit moins merveilleusement excentrique », et a apprécié que « certains des moments les plus drôles de la série arrivent quand l'extrême rareté de son décor est révélée - quand, disons, Leslie décrit l'histoire derrière l'une des nombreuses peintures murales horribles et offensantes de l'hôtel de ville, ou quand elle raconte des anecdotes ridicules de l'histoire de Pawnee. ('Pendant un bref moment durant les années 70, notre ville a été dirigée par une secte.') Et puis, Pawnee est absolument cosmopolite : pourquoi ce point sur la carte a-t-il son propre tabloïd, un zoo, un concours de beauté, des périodiques et une vie nocturne ? Pawnee est plus qu'un décor - c'est un univers riche et comique, comme  Springfield. ».

## Production
Bien que Pawnee soit située en Indiana, la série a été principalement filmée en Californie du Sud. L'extérieur de l'hôtel de ville de Pawnee et plusieurs des scènes du couloir ont été tournées à l'hôtel de ville de Pasadena.
Pour les cartes de Pawnee dans la série, les producteurs ont utilisé des cartes légèrement modifiées de Christchurch en Nouvelle-Zélande  et de Muncie en Indiana.

## Produits dérivés
Dès le premier épisode de la série, NBC a vendu des marchandises à l'image de la ville de Pawnee. Des chemises, des pulls molletonnés, des tasses et d'autres articles ont été vendus avec le sceau de Pawnee, tout comme des chemises avec le slogan de Pawnee, « First in Friendship, Fourth in Obesity ».
Dans l'épisode 3 de la saison 4 Une véritable Pawnienne, Leslie écrit un livre sur la ville, intitulé Pawnee: The Greatest Town in America. Après la diffusion de l’épisode, NBC a publié un livre éponyme réel, rempli d'informations sur la ville fictive. Le livre est signé de Leslie Knope, bien qu'il ait été écrit par l'écrivain Nate DiMeo. En 2012, il a été nommé aux prix Thurber de l'humour américain.